# 가와치촌 (구마모토현)
가와치촌(일본어: 河内村)은 일본 구마모토현 호타쿠군에 설치되었던 촌이다. 현재의 구마모토시 니시구에 해당한다.

## 참고 문헌
- 角川日本地名大辞典編纂委員会, 『角川日本地名大辞典 43 熊本県』1987, 角川書店